# Liste der Brücken in Berlin/T

## Erläuterung
- (Musterbrücke) = in Klammern gesetzt: namenlose Brücken.
- Musterbrücke = kursiv gesetzt: ehemalige Brücken. (Siehe ausführlich: Aufbau der Listen)

| Fotografie                    | Name der Brücke                  | Ortsteil                | Anmerkungen | Lage   |
| ----------------------------- | -------------------------------- | ----------------------- | --- | ------ |
| Die Techowbrücke im Jahr 2009 | Techowbrücke                     | Tempelhof               | Die Techowbrücke ist eine Balkenbrücke aus Stahl über den Teltowkanal am Kilometer 22.04 der künstlichen Wasserstraße. Erbaut wurde sie in dieser Form in den Jahren 1955/56. Sie führt die Gersdorfstraße über den Kanal. Benannt wurde sie nach dem Landesbaurat Otto Techow, Mitglied in der Baukommission des Teltowkanals. | Karten |
|                               | (Telegrafenweg-Brücke)           | Haselhorst              | Die Telegrafenweg-Brücke führt über den östlichen Abzugsgraben. | Karten |
|                               | Tegeler Brücke                   | Siemensstadt / Tegel    | Die Tegeler Brücke führt den Straßenzug Gartenfelder Straße / Bernauer Straße als Nordausgang der Insel Gartenfeld über den Berlin-Spandauer Schiffahrtskanal. Eine erste Brücke entstand 1910. Sie wurde im Zweiten Weltkrieg gesprengt, auf den Fundamenten entstand 1952 eine neue Brücke. Aufgrund erheblicher Bauwerksschäden entsteht bis 2023 ein Ersatzneubau mit zwei Richtungsfahrbahnen für den Kraftfahrzeugverkehr mit je 6,50 m Breite und beidseitig angeordneten Rad- und Gehwegen mit einer Breite von je 5,75 m. Am Nordufer des Kanals wird künftig ein Radweg unter der neuen Brücke hindurchführen. Die Kosten werden auf 15 Millionen Euro veranschlagt. | Karten |
|                               | Tegeler-Fließ-Brücke             | Lübars                  | Dieser hölzerne Steg ist eine Fußgängerbrücke über das Tegeler Fließ und befindet sich im gleichnamigen Naturschutzgebiet. |        |
|                               | Tegeler Hafenbrücke              | Tegel                   | Die Tegeler Hafenbrücke, die wegen ihrer früheren Funktion im Volksmund Sechserbrücke genannt wird, überspannt als Fußgängerbrücke die Einfahrt des Tegeler Hafens und die Mündung des Tegeler Fließes. Sie wurde 1909 als stählerne Fachwerkbogenbrücke mit einer Gesamtlänge von 91 Metern mit beidseits je einem steinernen Kassenhäuschen erbaut. | Karten |
|                               | Teichgrabenbrücke                | Charlottenburg          | Der westliche in Nord-Süd-Richtung verlaufende Hauptweg im Schlossgarten Charlottenburg überquert mit einer Brücke den Teichgraben. | Karten |
|                               | Teilestraßenbrücke               | Tempelhof               | Die Teilestraße überquert mit einer Brücke die Neukölln-Mittenwalder Eisenbahn. | Karten |
|                               | Teltow-Werft-Brücke              | Zehlendorf              | Die Teltow-Werft-Brücke (im Bild ganz rechts) war eine stählerne Treidelbahnbrücke über den Teltowkanal am Kilometer 15,50 der künstlichen Wasserstraße. Sie verband die ehemalige Teltow-Werft mit den Treidelanlagen am Teltower Südufer. Diese Brücke wurde auch von Fußgängern und Radfahrern genutzt. In den letzten Tagen des Zweiten Weltkrieges wurde sie, wie nahezu alle Kanalbrücken und die Betriebseinrichtungen der Treidelbahn, zerstört. In der Zeit der deutschen Teilung wurde wenige Meter weiter westlich der früheren Brücke eine Behelfsbrücke für den ehemaligen Kolonnenweg der Grenztruppen der DDR gebaut, die Anfang der 1990er Jahre abgerissen wurde. Seit 2002 gibt es eine Interessenvertretung zum Wiederaufbau der Teltow-Werft-Brücke zur besseren Vernetzung des Umlandes. | Karten |
|                               | Teubertbrücke                    | Mariendorf              | Die Teubertbrücke ist eine stählerne Fachwerkbrücke mit obenliegender Fahrbahn. Sie überquert den Teltowkanal am Kilometer 21,70 in unmittelbarer Nähe des ehemaligen Kohlehafens der Berliner GASAG in Marienfelde. Über die Brücke führt die Ringstraße. | Karten |
|                               | Teufelsbrücke                    | Wannsee                 | Die Teufelsbrücke ist eine Fußgängerbrücke im Park Klein-Glienicke. | Karten |
|                               | Teupitzer Brücke                 | Neukölln                | Die Bogenbrücke führt am südlichen Ende der Teupitzer Straße über den Neuköllner Schifffahrtskanal und verbindet das Kiehl- mit dem Weigandufer am „Fernheizwerk Neukölln AG“. Wie die Straße trägt sie den Namen der Kleinstadt Teupitz im Schenkenländchen. | Karten |
|                               | Thaerstraßenbrücke               | Prenzlauer Berg         | Die Thaerstraßenbrücke überspannt die Gleise der S-Bahn und der Fernbahn. Sie entstand Anfang des 20. Jahrhunderts, wurde aber am Ende des Zweiten Weltkrieges zerstört. Danach wurde eine mit Holzplanken belegte schmale Notbrücke für Fußgänger errichtet. Erst seit dem Jahr 2001 verbindet eine neue Straßenbrücke die Bezirke Lichtenberg und Pankow. | Karten |
|                               | Thielalleebrücke                 | Dahlem                  | Die Thielalleebrücke führt die Thielallee über die in einem Einschnitt verlaufende Trasse der U-Bahn-Linie U3. Sie liegt nordöstlich des U-Bahnhofs Thielplatz, hat allerdings keinen Zugang zum Bahnsteig. Die Brücke ist wie die Allee nach dem preußischen Ministerialdirektor Hugo Thiel benannt. Die schmiedeeisernen Brückengeländer sind mit Ornamenten verschiedener Tierfiguren geschmückt. Die im expressionistischen Stil gehaltene Eingangshalle des Bahnhofs ist innen mit rot-brauner Keramik gefliest, in der von Richard Kuöhl geschaffene schwarze Platten mit Tier- und Pflanzendarstellungen die Figuren der Brückengeländer motivisch aufnehmen. | Karten |
|                               | Thielenbrücke                    | Kreuzberg / Neukölln    | Die Thielenbrücke, erbaut 1915–1917 anstelle einer Holzbrücke aus dem Jahr 1894, überspannt den Landwehrkanal und befindet sich an der Grenze zu Berlin-Neukölln zwischen der Glogauer Straße und der Pannierstraße. Sie ist nach dem preußischen Arbeitsminister Karl von Thielen (1832–1906) benannt. Sie wurde in den 1980er Jahren restauriert. Eine Berliner Künstlerin gestaltete 2006 auf dieser Brücke mit 1600 beleuchteten Mineralwasserflaschen eine temporäre Lichtinstallation. | Karten |
|                               | Tiburtiusbrücke                  | Steglitz                | Offizielle Bezeichnung ist Joachim-Tiburtius-Brücke. |        |
|                               | Tiefwerderbrücke                 | Spandau / Wilhelmstadt  | Die Tiefwerderbrücke ist eine Straßenbrücke auf der Grenze zu Wilhelmstadt und führt in der Ortslage Tiefwerder über den Großen Jürgengraben. Sie verbindet den Tiefwerder Weg mit der Dorfstraße. Die heutige Brücke wurde 1911 errichtet. | Karten |
|                               | Tietzenwegbrücke                 | Lichterfelde            | Die Tietzenwegbrücke führt den Tietzenweg über die Stammbahn. | Karten |
|                               | Töpferbrücke                     | Wannsee                 | Die Töpferbrücke ist eine Fußgängerbrücke im Park Klein-Glienicke. | Karten |
|                               | Torfstraßensteg                  | Wedding / Moabit        | Die Fußgänger- und Radfahrbrücke am Kilometer 9,65 über den Berlin-Spandauer Schiffahrtskanal wurde 1979/1980 gebaut. Die Konstruktion zwischen der Torfstraße und dem Friedrich-Krause-Ufer ist eine Stabbogenbrücke, als Einfeldträger mit einem in Brückenachse liegenden Stabbogen. Das Zugband ist der Hohlkasten, mit beiderseits von der Mitte zu den Enden sich verbreiternden Kragarmen. Die Brückenbreite beträgt in der Mitte 4,3 m und am Ende 6,3 m. Es handelt sich bei diesem Steg um einen Ersatzbau für die am Ende des 19. Jahrhunderts vorhanden gewesene Torfstraßenbrücke, die speziell dem Lieferverkehr für ein Gipswerk diente. Sie war am Ende des Zweiten Weltkriegs zerstört. Erst 1968 errichtete man eine neue Brücke, die bereits 1980 wieder abgebrochen werden musste. Am Nordufer etwas östlich des heutigen Stegs befinden sich noch Reste der alten Brückenpfeiler im Gebüsch. | Karten |
|                               | Trabener Steg                    | Grunewald               | Die 1960 gebaute Fußgängerbrücke führt über die Stadtautobahn A 100 und verbindet die Bornstedter Straße mit der Trabener Straße. Der Steg ist nach Traben-Trarbach benannt, einer Weinbau-Stadt in der Pfalz. | Karten |
|                               | Treptower Brücke (Landwehrkanal) | Kreuzberg / Alt-Treptow | Diese Treptower Brücke führt über den Flutgraben des Landwehrkanals zur Südspitze der Lohmühleninsel und verbindet Kreuzberg mit Alt-Treptow. Die denkmalgeschützte massive Steinbrücke ist zwar als Straßenbrücke angelegt, wird aber aufgrund des heute parkähnlichen Charakters des Schlesischen Busches und der Lohmühleninsel nicht mehr befahren. Sie wurde 1852 (andere Angabe 1894) von Johann Jakob Helfft (um 1802–1869) mit drei Wasseröffnungen und Bögen errichtet und mit roten und gelben Klinkern verkleidet, die Stützweite beträgt 35 m. Um 1709 bestand hier eine Vorgängerbrücke unter dem Namen Köpenicker Brücke, „worüber der Stadt Viehtrift geht“. | Karten |
|                               | Treptower Brücke                 | Neukölln                | Diese Treptower Brücke führt die Treptower Straße über den Neuköllner Schifffahrtskanal und verbindet das Weigandufer mit dem Kiehlufer. In die Bögen der Spannbetonbrücke aus den 1960er Jahren sind wasserseitig zwei Kopffiguren eingelassen. Die Brücke wurde 2009 saniert. | Karten |
|                               | Treptower Park-Brücke            | Alt-Treptow             | Die 8,20 m lange Plattenbrücke überspannt im Treptower Park den Heidekampgraben, der die Spree über den Karpfenteich mit dem Britzer Zweigkanal verbindet. Sie liegt südlich vom historischen Gasthaus Zenner direkt an der Spree. Wie die vier weiteren Parkbrücken über den Graben besteht auch diese Brücke nach ihrer Restaurierung 1995/96 aus Stahlträgern mit einer Stützweite von 5,25 m und ist mit einem 8 cm dicken Bohlenbelag versehen. Die Widerlager sind aus Stahlbeton gefertigt und mit Klinkern verblendet. | Karten |
|                               | Treskowbrücke                    | Oberschöneweide         | Die Treskowbrücke ist eine seit dem Beginn des 20. Jahrhunderts vorhandene, 1934 neu errichtete Straßenbrücke über die Spree im Bezirk Treptow-Köpenick. Sie verbindet die Edisonstraße mit der Brückenstraße. Benannt ist sie nach dem damaligen Landrat des Kreises Niederbarnim Sigismund von Treskow. | Karten |
|                               | Triglawbrücke                    | Rahnsdorf               | Die Triglawbrücke ist eine rund 50 Meter lange Stahl-Brücke in Fachwerk-Bauweise im Ortsteil Hessenwinkel. Sie führt über die Spree – die in diesem Abschnitt auch Müggelspree genannt wird – auf eine kleine Insel, die von der Spree im Norden, dem Dämeritzsee im Osten und dem Alten Spreearm im Westen und Süden umschlossen wird. Dieser Spreearm entstand infolge eines neuen Durchstichs zu Beginn des 20. Jahrhunderts. | Karten |